# Tyler Johnson (hockey sur glace)
Pour les articles homonymes, voir Tyler Johnson et Johnson.
Tyler Johnson (né le 29 juillet 1990 à Spokane, dans l'État de Washington aux États-Unis) est un joueur professionnel américain de hockey sur glace. Il évolue au poste d'attaquant.

## Biographie

### Carrière en club
Johnson commence sa carrière en junior majeur avec les Chiefs de Spokane en 2007. Les Chiefs remportent la Coupe Ed Chynoweth puis la Coupe Memorial 2008. Le 7 mars 2011, il signe un contrat de trois saisons avec le Lightning de Tampa Bay. Il passe professionnel avec les Admirals de Norfolk club ferme du Lightning dans la Ligue américaine de hockey en 2011. Les Admirals décrochent la Coupe Calder 2012. Le 14 mars 2013, il joue son premier match dans la Ligue nationale de hockey avec le Lightning de Tampa Bay face aux Islanders de New York. Le lendemain, il inscrit son premier but et sert sa première assistance face Hurricanes de la Caroline.
Il passe la saison 2013-2014 en intégralité dans la LNH et fait partie des trois joueurs retenus pour remporte le trophée Calder de la meilleure recrue de la saison avec son coéquipier Ondřej Palát et Nathan MacKinnon de l'Avalanche du Colorado.
Lors de la saison 2014-2015, il forme la ligne des Triplés avec Nikita Koutcherov et Ondřej Palát.
Lors des séries 2014-2015, il termine meilleur pointeur des séries.
Il remporte la Coupe Stanley 2020 et 2021 avec Tampa Bay.
Il annonce sa retraite le 07 juillet 2025.

### Carrière internationale
Il représente les États-Unis au niveau international. Il prend part aux sélections jeunes. Le 6 mai 2014, il honore sa première sélection senior lors d'un match amical face à l'Allemagne durant lequel il marque deux buts pour une victoire 3-1. Il est sélectionné pour son premier championnat du monde senior en 2014.

## Statistiques

### En club
| Saison     | Équipe                 | Ligue          |                   | Saison régulière  | Saison régulière  | Saison régulière  | Saison régulière  | Saison régulière |    | Séries éliminatoires | Séries éliminatoires | Séries éliminatoires | Séries éliminatoires | Séries éliminatoires |
| Saison     | Équipe                 | Ligue          | PJ                | B                 | A                 | Pts               | Pun               | PJ               | B  | A                    | Pts                  | Pun                  |                      |                      |
| 2007-2008  | Chiefs de Spokane      | LHOu           | 69                | 13                | 22                | 35                | 34                | 21               | 5  | 3                    | 8                    | 24                   |                      |                      |
| 2008       | Chiefs de Spokane      | Coupe Memorial | -                 | -                 | -                 | -                 | -                 | 4                | 0  | 0                    | 0                    | 2                    |                      |                      |
| 2008-2009  | Chiefs de Spokane      | LHOu           | 62                | 26                | 35                | 61                | 52                | 12               | 5  | 3                    | 8                    | 8                    |                      |                      |
| 2009-2010  | Chiefs de Spokane      | LHOu           | 64                | 36                | 35                | 71                | 32                | 7                | 3  | 5                    | 8                    | 0                    |                      |                      |
| 2010-2011  | Chiefs de Spokane      | LHOu           | 71                | 53                | 62                | 115               | 48                | 14               | 7  | 7                    | 14                   | 9                    |                      |                      |
| 2011-2012  | Admirals de Norfolk    | LAH            | 75                | 31                | 37                | 68                | 28                | 14               | 6  | 8                    | 14                   | 6                    |                      |                      |
| 2012-2013  | Crunch de Syracuse     | LAH            | 62                | 37                | 28                | 65                | 34                | 18               | 10 | 11                   | 21                   | 18                   |                      |                      |
| 2012-2013  | Lightning de Tampa Bay | LNH            | 14                | 3                 | 3                 | 6                 | 4                 | -                | -  | -                    | -                    | -                    |                      |                      |
| 2013-2014  | Lightning de Tampa Bay | LNH            | 82                | 24                | 26                | 50                | 26                | 4                | 1  | 1                    | 2                    | 0                    |                      |                      |
| 2014-2015  | Lightning de Tampa Bay | LNH            | 77                | 29                | 43                | 72                | 24                | 26               | 13 | 10                   | 23                   | 24                   |                      |                      |
| 2015-2016  | Lightning de Tampa Bay | LNH            | 69                | 14                | 24                | 38                | 20                | 17               | 7  | 10                   | 17                   | 12                   |                      |                      |
| 2016-2017  | Lightning de Tampa Bay | LNH            | 66                | 19                | 26                | 45                | 28                | -                | -  | -                    | -                    | -                    |                      |                      |
| 2017-2018  | Lightning de Tampa Bay | LNH            | 81                | 21                | 29                | 50                | 24                | 17               | 3  | 5                    | 8                    | 6                    |                      |                      |
| 2018-2019  | Lightning de Tampa Bay | LNH            | 80                | 29                | 18                | 47                | 28                | 4                | 0  | 1                    | 1                    | 0                    |                      |                      |
| 2019-2020  | Lightning de Tampa Bay | LNH            | 65                | 14                | 17                | 31                | 16                | 25               | 4  | 3                    | 7                    | 11                   |                      |                      |
| 2020-2021  | Lightning de Tampa Bay | LNH            | 55                | 8                 | 14                | 22                | 16                | 23               | 4  | 3                    | 7                    | 0                    |                      |                      |
| 2021-2022  | Blackhawks de Chicago  | LNH            | 26                | 3                 | 4                 | 7                 | 12                | -                | -  | -                    | -                    | -                    |                      |                      |
| 2022-2023  | Blackhawks de Chicago  | LNH            | 56                | 12                | 20                | 32                | 16                | -                | -  | -                    | -                    | -                    |                      |                      |
| 2023-2024  | Blackhawks de Chicago  | LNH            | 67                | 17                | 14                | 31                | 26                | -                | -  | -                    | -                    | -                    |                      |                      |
| 2024-2025  | Bruins de Boston       | LNH            | Saison en cours ? | Saison en cours ? | Saison en cours ? | Saison en cours ? | Saison en cours ? |                  |    |                      |                      |                      |                      |                      |
| Totaux LNH | Totaux LNH             | Totaux LNH     | 738               | 193               | 238               | 431               | 240               | 116              | 32 | 33                   | 65                   | 53                   |                      |                      |

### En équipe nationale
| Année | Compétition                 |   | PJ | B | A | Pts | Pun | +/-           |  | Résultat |
| 2009  | Championnat du monde junior | 6 | 1  | 0 | 1 | 2   | -2  | 5e place      |  |          |
| 2010  | Championnat du monde junior | 7 | 3  | 2 | 5 | 25  | +4  | Médaille d'or |  |          |
| 2014  | Championnat du monde        | 8 | 6  | 3 | 9 | 2   | +3  | 6e place      |  |          |

## Trophées et honneurs personnels

### Ligue de hockey de l'Ontario
- 2007-2008 : nommé meilleur joueur des séries éliminatoires
- 2010-2011 : 
  - nommé dans la première équipe d'étoiles de l'association de l'Ouest
  - termine meilleur buteur de la LHO
  - remporte le trophée Brad-Hornung en tant que joueur avec le meilleur esprit sportif

### Ligue américaine de hockey
- 2011-2012 : nommé dans l'équipe des recrues
- 2012-2013 : 
  - nommé dans la première équipe d'étoiles
  - participe au Match des étoiles de la LAH
  - remporte le trophée Willie-Marshall en tant que meilleur buteur de la LAH
  - remporte le trophée Les-Cunningham en tant que meilleur joueur de la LAH

### Ligue nationale de hockey
- 2013-2014 : 
  - finaliste du trophée Calder (meilleure recrue)
  - sélectionné dans l'équipe d'étoiles des recrues
- 2014-2015 : invité au 60e Match des étoiles de la LNH mais n'y participe pas en raison d'une blessure
- 2019-2020 : champion de la coupe Stanley avec le Lightning de Tampa Bay (1)
- 2020-2021 : champion de la coupe Stanley avec le Lightning de Tampa Bay (2)